# The Case of the Curious Bride
Pour plus de détails, voir Fiche technique et Distribution.
The Case of the Curious Bride est un film américain réalisé par Michael Curtiz, sorti en 1935.
C'est le second film de la série Perry Mason.

## Synopsis
Rhoda Montaine apprend que son premier mari, Gregory Moxley, est toujours en vie, ce qui rend les choses délicates pour elle, puisqu'elle s'est remariée avec Carl, le fils du riche C. Phillip Montaine. Elle se tourne vers Perry Mason pour obtenir de l'aide, mais quand il va voir Moxley, il ne trouve que son cadavre. Rhoda est alors arrêtée pour meurtre.

## Fiche technique
- Titre : The Case of the Curious Bride
- Réalisation : Michael Curtiz
- Scénario : Erle Stanley Gardner, Tom Reed et Brown Holmes
- Direction artistique : Carl Jules Weyl
- Photographie : David Abel
- Montage : Terry O. Morse
- Musique : Bernhard Kaun
- Producteur : Harry Joe Brown
- Société de production : First National Pictures
- Société de distribution : Warner Bros.
- Pays de production :  États-Unis
- Langue de tournage : Anglais américain, Français, Italien
- Format : Noir et blanc — 35 mm — 1,37:1 — Son : Mono
- Genre : Film dramatique
- Durée : 80 minutes
- Date de sortie : 1935

## Distribution
- Warren William : Perry Mason
- Margaret Lindsay : Rhoda Montaine
- Donald Woods : Carl Montaine
- Claire Dodd : Della Street
- Allen Jenkins : Spudsy Drake
- Phillip Reed : Dr Claude Millbeck
- Barton MacLane : Chef détective Joe Lucas
- Errol Flynn : Gregory Moxley
- Warren Hymer : Oscar Pender
- Olin Howland : Wilbur Strong, le légiste
- Mayo Methot : Florabelle Lawson

Acteurs non crédités
- Charles C. Wilson : le capitaine du ferry
- Wini Shaw

### Ouvrages généraux
- Gérard Devillers et Marceau Devillers, Anthologie du Cinéma, tome V : Errol Flynn, Paris, L'Avant-scène Cinéma, 1970, p. 337-392.

### Monographies
- (en) Tony Thomas, Rudy Behlmer et Clifford McCarty, The Films of Errol Flynn, Secaucus, New Jersey, The Citadel Press, 1969, 221 p. (ISBN 0-8065-0237-1), p. 26-27.